# Marialis Cultus
Marialis Cultus é o título de uma exortação apostólica mariológica do Papa Paulo VI emitida em 2 de fevereiro de 1974.  O subtítulo é: "Para o correto ordenamento e desenvolvimento da devoção à Bem-aventurada Virgem Maria", e enfoca as devoções marianas, esclarecendo a forma como a Igreja Católica Romana celebra e comemora Maria, a Mãe de Jesus. A exortação procurou integrar a devoção a Maria no processo pastoral catequético, especialmente na catequese litúrgica, de maneira harmoniosa com as reformas do Vaticano II. Maria deve ser sempre compreendida em relação a Jesus. A preparação do documento teria demorado 4 anos.
A exortação tem três partes:
- A Parte 1 discute a história das devoções marianas do catolicismo, bem como sua justificativa.
- A parte 2 enfoca o que deve / acontecerá nas devoções marianas da Igreja no futuro
- A Parte 3 aborda as orações do Angelus e do Rosário.

Marialis Cultus dá orientações para a devoção a Maria pela Igreja - isto é, tenta assegurar que todas as celebrações litúrgicas marianas e expressões públicas de devoção se alinhem com a doutrina estabelecida. "[A] história da piedade mostra como 'as várias formas de devoção à Mãe de Deus que a Igreja aprovou dentro dos limites da doutrina saudável e ortodoxa' se desenvolveram em subordinação harmoniosa ao culto de Cristo." 
É geralmente reconhecido que há três elementos na devoção a Maria: veneração, invocação ou invocação de sua intercessão maternal e régia e imitação. A exortação observou que todos os elementos da vida de oração da Igreja, incluindo as devoções marianas, devem inspirar-se na Bíblia e harmonizar-se com a liturgia.
A conclusão do documento enfatiza o valor teológico e pastoral da devoção à Bem-aventurada Virgem Maria.